# Conquista de Nuevos Países Bajos
La conquista de Nuevos Países Bajos se produjo en 1664 cuando una expedición inglesa liderada por Richard Nicolls llegó al puerto de Nueva York y llevó a cabo una captura pacífica de Nueva Ámsterdam y el Fuerte Ámsterdam, y se acordaron los Artículos de Rendición de Nuevos Países Bajos. La conquista también fue mayoritariamente pacífica en el resto de la colonia, salvo algunos combates en Nueva Amstel. 

## Antecedentes
La rivalidad comercial entre neerlandeses e ingleses, que provocó la primera guerra anglo-neerlandesa, no se resolvió con el Tratado de Westminster de 1654. Las hostilidades continuaron entre las empresas comerciales de ambos países. Las diferencias religiosas y políticas entre los realistas anglicanos de Inglaterra y los republicanos calvinistas que gobernaban los Países Bajos también obstaculizaron la paz.  Durante la Guerra anglo-española de 1655-1660, los comerciantes neerlandeses suplantaron a los ingleses en el comercio con España y sus posesiones en Italia y América. 
Se desarrolló un conflicto entre los estados neerlandeses y la hermana de Carlos II de Inglaterra, María, la viuda princesa de Orange, por la educación y las perspectivas de futuro de su hijo Guillermo III de Orange. Carlos estaba influenciado por su hermano Jaime y Henry Bennet, primer conde de Arlington mientras buscaba una guerra extranjera popular y lucrativa en el mar para reforzar su autoridad como rey. Muchos oficiales navales acogieron con satisfacción la perspectiva de un conflicto con los holandeses. 
En el año anterior a la invasión, el capitán John Scott hostigó varios asentamientos neerlandeses en Long Island.

## Campaña

### Rendición de Nueva Ámsterdam

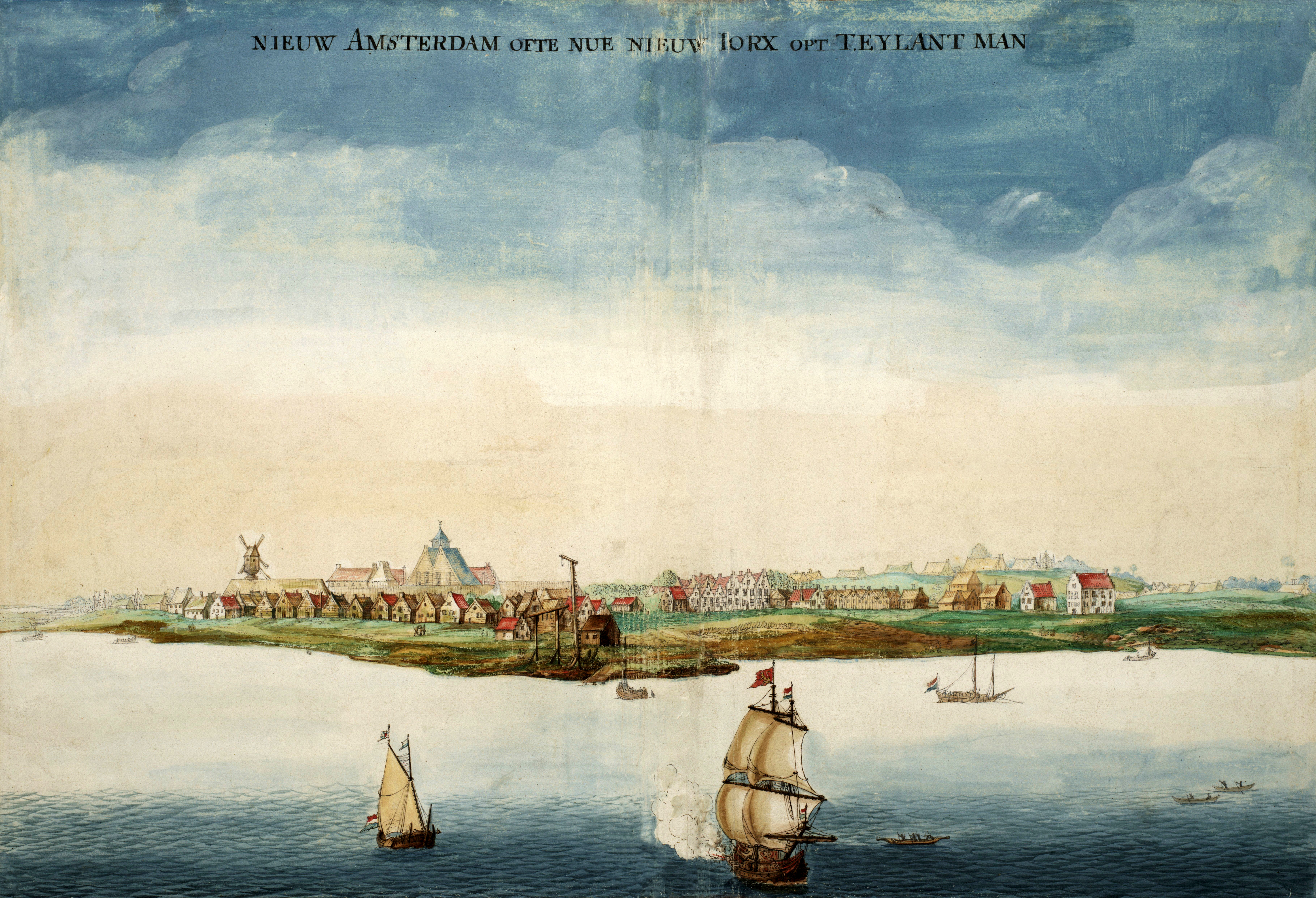
Una ilustración de 1664 de Nuevos Países Bajos

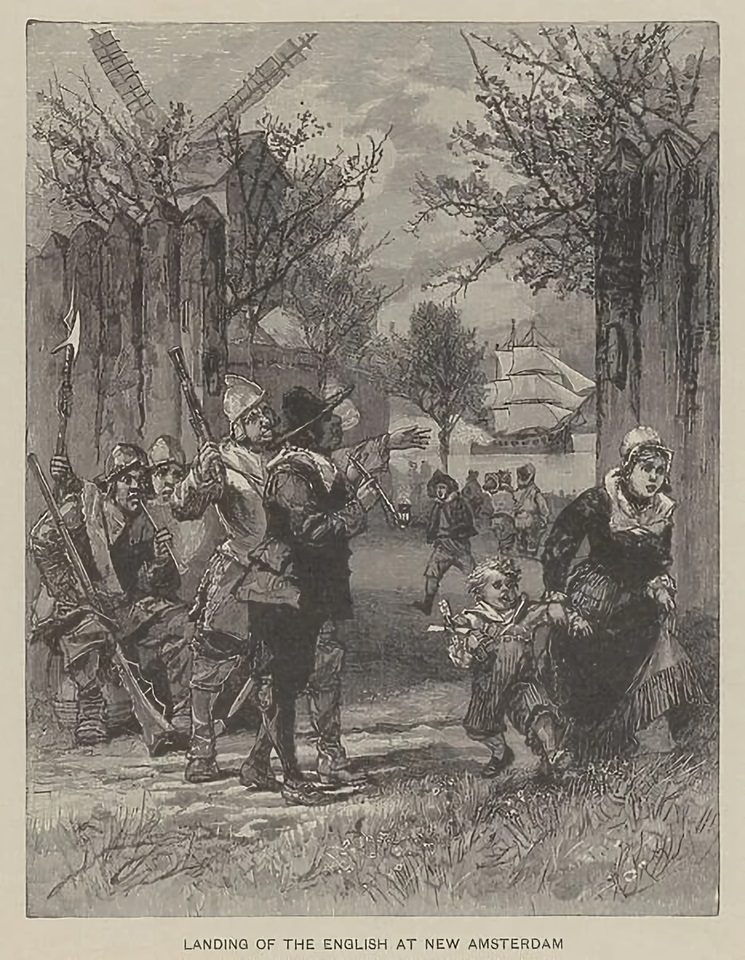
Desembarco de los ingleses en Nueva Amsterdam en 1664

En marzo de 1664, Carlos concedió a Jacobo el territorio estadounidense entre los ríos Delaware y Connecticut. El 25 de mayo de 1664, el coronel Richard Nicolls partió de Portsmouth con cuatro buques de guerra liderados por el HMS Guinea,  y unos trescientos soldados. Llegaron a la bahía de Gravesend, en Long Island, el 27 de agosto y consiguieron el apoyo de las milicias de las ciudades inglesas de la zona mientras se desplazaban hacia el oeste, hasta Brooklyn.  Tras llegar a Fort Ámsterdam en la Isla de Manhattan, Nichols envió al director general Peter Stuyvesant una carta en la que ofrecía condiciones indulgentes de rendición. Jacobo autorizó condiciones generosas porque prefería los beneficios de una colonia intacta a los despojos de una colonia en ruinas. A pesar del limitado suministro de pólvora de Fort Amsterdam, Stuyvesant se inclinó por resistir. El 4 de septiembre, los barcos ingleses comenzaron a acercarse al fuerte. Stuyvesant se enfrentó a noventa y tres burgueses y a su propio hijo, y cedió.
Un grupo de destacados comerciantes se reunió entonces en Stuyvesant Farm con los oficiales de Nicholls para redactar los artículos de su capitulación. A los colonos neerlandeses se les garantizaba la posesión de sus derechos de propiedad, sus leyes de herencia y el disfrute de la libertad religiosa. El artículo 2 especificaba que todas las "publick houses" permanecerían abiertas. Los artículos fueron firmados el 6 de septiembre de 1664 a bordo del barco por Johannes de Decker, abogado y negociador principal de Stuyvesant. La transferencia no tuvo lugar hasta el 8 de septiembre debido a que el día siguiente a la firma, 7 de septiembre, fue domingo. El 8 las fuerzas neerlandesas marcharon por Beaver Street y se embarcaron en el Gideon con destino a Países Bajos, y Nicolls asumió el cargo de vicegobernador.

### Rendición de Fort Orange
El 10 de septiembre, Johannes de Decker navegó hacia el norte hasta Fort Orange para advertirles de que los ingleses venían y para reunir a la oposición. Nicholls envió tropas para exigir la rendición pacífica del fuerte. Al darse cuenta de que el control de la desembocadura del río controlaba el futuro del asentamiento, el 24 de septiembre de 1664, el vicedirector de Nuevos Países Bajos, Johannes de Montagne, entregó el fuerte a los ingleses, y el coronel George Cartwright tomó el mando. Al día siguiente, el capitán John Manning se hizo cargo del fuerte, que pasó a llamarse Fort Albany, por el título del duque de York en la nobleza de Escocia. Mientras estuvo allí, Cartwright renovó el tratado neerlandés con los iroqueses.
De regreso río abajo, Cartwright desembarcó en Esopus y el asentamiento se rindió sin resistencia. Cartwright tomó las mismas precauciones que en Albany para conciliar a los residentes y dejó que los funcionarios neerlandeses locales continuaran en el poder. Se colocó una guarnición de soldados regulares a cargo del fuerte bajo el mando del capitán Daniel Brodhead de los granaderos.  Brodhead y su esposa se establecieron en la zona; su nieto, Daniel Brodhead II, fundó Dansbury, Pensilvania.

### Captura de Nueva Amstel
Casi al mismo tiempo que Nicholls envió a Cartwright al norte, a Fort Orange, envió a Sir Robert Carr, pariente del conde de Arlington, al sur, al territorio que los neerlandeses habían arrebatado previamente a Suecia. Los ingleses tomaron Fort Altena, pacíficamente. Alexander D'Hinoyossa, director de New Castle, Delaware, se retiró con algunos seguidores a Fort Casimir. Carr disparó dos andanadas contra el fuerte y luego lo tomó por asalto. Sus soldados saquearon los asentamientos circundantes,  a pesar de que los residentes no habían opuesto resistencia. Se apoderó de propiedades, cosechas, unas 200 ovejas, caballos y vacas, y destruyó una cervecería y un aserradero. Luego se dirigió más al sur y saqueó el asentamiento menonita de Pieter Corneliszoon Plockhoy cerca de la actual Lewes, Delaware.

## Consecuencias
Carr entregó a los soldados neerlandeses al mercante como pago por los servicios prestados y posteriormente fueron transportados a Virginia para ser vendidos. 
El comportamiento de Carr enfureció a Nicholls, cuya política había sido evitar el conflicto entre los colonos y el nuevo gobierno. También le indignaba que Carr intentara sacar provecho de sus excesos mientras los soldados estaban necesitados. 
Visitó Nueva Ámsterdam, la rebautizó como Nueva York y nombró un nuevo comandante, pero no pudo obligar a Carr a renunciar a ninguno de sus botines, y regresó a Nueva York sin él.
La Paz de Breda que puso fin a la segunda guerra anglo-neerlandesa dejó Nueva York en manos inglesas. Pero el 9 de agosto de 1673, durante la tercera guerra anglo-neerlandesa, una escuadra naval neerlandesa bajo el mando conjunto de Cornelis Evertsen el Joven y Jacob Binckes recuperó Nueva York en la Reconquista de Nuevos Países Bajos y los neerlandeses mantuvieron la colonia bajo el gobierno de Anthony Colve durante más de un año, hasta que la intercambiaron por la colonia de Surinam en virtud del Tratado de Westminster de 1674.